# Oncopagurus indicus
Oncopagurus indicus är en kräftdjursart som först beskrevs av Alcock 1905.  Oncopagurus indicus ingår i släktet Oncopagurus och familjen Parapaguridae. Inga underarter finns listade i Catalogue of Life.